# Lac des Bois (sjö i Kanada, Northwest Territories)
Lac des Bois är en sjö i Kanada.   Den ligger i territoriet Northwest Territories, i den centrala delen av landet, 3 700 km nordväst om huvudstaden Ottawa. Lac des Bois ligger 296 meter över havet. Arean är 469 kvadratkilometer. Den sträcker sig 47,0 kilometer i nord-sydlig riktning, och 33,0 kilometer i öst-västlig riktning.
Trakten runt Lac des Bois är nära nog obefolkad, med mindre än två invånare per kvadratkilometer.